# Madeleine Malonga
Madeleine Kelly Malonga (ur. 25 grudnia 1993) – francuska judoczka. Srebrna medalistka olimpijska z Tokio 2020, gdzie zdobyła również złoty medal w turnieju drużynowym, podobnie jak w 2024 roku na igrzyskach w Paryżu. Walczyła w wadze półciężkiej.
Mistrzyni świata w 2019; druga w 2021; trzecia w 2024; siódma w 2018; uczestniczka zawodów w 2022. Druga w turnieju drużynowym w 2019. Startowała w Pucharze Świata w 2010, 2011, 2015, 2016 i 2022. Złota medalistka mistrzostw Europy w 2018 i 2020; brązowa w 2022 i w drużynie w 2016. Trzecia na igrzyskach europejskich w 2019 i pierwsza z drużyną w 2015. Medalistka uniwersjady w 2013. Mistrzyni Francji w 2014 i 2017 roku.

## Letnie Igrzyska Olimpijskie 2020
| Konkurencja | Eliminacje              | Eliminacje                 | Finały               | Finały               | Klas. końcowa |
| Konkurencja | Przeciwnik I            | 1/4                        | 1/2                  | Finał                | Miejsce       |
| ----------- | ----------------------- | -------------------------- | -------------------- | -------------------- | ------------- |
| 78 kg       | Bernadette Graf (AUT) Z | Kaliema Antomarchi (CUB) Z | Yoon Hyun-ji (KOR) Z | Shori Hamada (JPN) P | 2.            |

## Odznaczenia
- Chevalier Orderu Legii Honorowej – 2021[9]
- Officier Orderu Narodowego Zasługi – 2024[10]